# モーゼス・オロヤ
モーゼス・オロヤ（Moses Oloya、1992年10月22日 - ）は、ウガンダのサッカー選手。ウガンダ代表。ポジションはMF。

## クラブ歴
カンパラ・キャピタル・シティ・オーソリティーFCで選手となった。2011年にVリーグ1のXMXTサイゴンFCに加入。その後はベカメックス・ビンズオンFCに在籍した後、ロシア・ナショナル・フットボールリーグのFCクバン・クラスノダールに在籍したが、2017年にハノイT&T FCに移籍しVリーグ1復帰。

## 代表歴
2011年10月8日のアフリカネイションズカップ2012予選・ケニア代表戦で代表初出場。2017年1月8日のスロバキア代表との一戦で代表初得点を記録したが、この試合は国際Aマッチではなかった。

## 家族
兄のジミー・キデガもサッカー選手。